# Carrascalejo (kommun i Spanien, Provincia de Cáceres, lat 39,64, long -5,21)
Carrascalejo är en kommun i Spanien.   Den ligger i provinsen Provincia de Cáceres och regionen Extremadura, i den centrala delen av landet, 160 km sydväst om huvudstaden Madrid. Antalet invånare är 311.